# Скамандер (Тасмания)
Скамандер — небольшой городок в устье реки Скамандер между городами Сент-Хеленс и Сент-Мэрис на северо-восточном побережье Тасмании в Австралии.
Город является популярным местом отдыха из-за его широких песчаных пляжей и видов на океан. Любители активного отдыха могут заняться сёрфингом, поплавать и порыбачить на леща в реке.

## История
Первым европейцем, путешествовавшим по этому району, был геодезист Джон Хелдер Ведж в 1825 году. Он назвал реку «Бортвик», а само место он назвал «Ярмут» в честь английского порта Грейт-Ярмут, но и река, и город были позже переименованы в «Скамандер».

## Климат
Скамандер отличается мягким океаническим климатом (Cfb) с теплым летом и прохладной зимой и умеренным количеством осадков в течение нескольких месяцев. В 2009 году в городе была зафиксирована самая высокая температура в истории Тасмании 42,2 ° C (108,0 ° F) 30 января